# Palpada taenia
Palpada taenia là một loài ruồi trong họ Ruồi giả ong (Syrphidae). Loài này được Wiedemann mô tả khoa học đầu tiên năm 1830. Palpada taenia phân bố ở vùng Tân Nhiệt đới